# Осипов, Юрий Борисович
Ю́рий Борисович О́сипов (род. 17 апреля 1937, Москва) —  советский инженер-геолог, доктор геолого-минералогических наук (1976), зам. директора ВСЕГИНГЕО по научной работе (1972—1976), зав. проблемной лабораторией охраны геологической среды (ПЛОГС) (1977—1981) и старший научный сотрудник (1981—1984), профессор кафедры отраслевого и природно-ресурсного управления МГУ им. М. В. Ломоносова.
В 1966 г. защитил кандидатскую диссертацию на тему «Исследование глинистых суспензий, пласта и осадков в магнитном поле» (научный руководитель Евгений Михайлович Сергеев). В 1976 г. защитил докторскую диссертацию на тему «Магнетизм глинистых грунтов», позже опубликовав монографию по этой теме. Магнитные свойства грунтов обусловлены тем, что основная часть породообразующих минералов относится к группе парамагнетиков. Кроме того, в грунтах содержится некоторое количество ферромагнитиков (магнетит, пирротин, ильменит, гематит и другие). В качестве параметров, характеризующих магнитные свойства грунтов, обычно используются величины магнитной восприимчивости, остаточной намагнитченности и другие.
В 1984 г. по приглашению своего бывшего научного руководителя Е. М. Сергеева перешел работать в Академию народного хозяйства СССР, директор Центра эколого-экономических исследований.
Опубликовал более 70 научных работ. Научные исследования посвящены изучению физико-химических свойств основных генетических типов глинистых пород Нечернозёмной зоны РСФСР, изучению комплекса процессов, протекающих в глинистых породах при взаимодействии их с водой, водно-физических и механических свойств юрских и каменноугольных глин, развитых на территории г. Москвы в связи с карстово-суффозионными процессами; решению задач, связанных с охраной и рациональным использованием геологической среды.
Сочинения:
- Исследование глинистых суспензий, паст и осадков в магнитном поле [Текст] / Под ред. чл.-кор. АН СССР Е. М. Сергеева. - Москва : Изд-во Моск. ун-та, 1968. - 159 с. : ил.; 22 см.
- Магнетизм глинистых грунтов [Текст]. - Москва : Недра, 1978. - 200 с. : ил.; 22 см.
- Текстурный анализ глин / Ю. Б. Осипов, В. В. Пономарев, Б. А. Соколов. - Москва : Недра, 1989. - 120,[1] с. : ил.; 22 см.; ISBN 5-247-01564-9
- Литомониторинг и рациональное использование геологической среды / Ю. Б. Осипов; Акад. нар. хоз-ва при Совете Министров СССР, Каф. использ. природ. ресурсов и охраны окружающей среды. - Москва : АНХ СССР, 1986. - 113 с.; 20 см.
- Управление природоохранной деятельностью в Российской Федерации : Учеб. пособие / Ю. Б. Осипов, Д. Е. Дымов, Д. Г. Зилинг [и др.]; Под ред. Ю. Б. Осипова; Центр экол.-экон. исследований Акад. нар. хоз-ва при Правительстве Рос. Федерации. - 2. изд., перераб. и доп. - [Москва] : Изд-во Моск. ун-та, 2001. - 438, [1] с. : ил., табл.; 22 см.; ISBN 5-211-04376-6
- Актуальные проблемы охраны окружающей среды и рационального использования природных ресурсов [Текст] : примерный учебно-тематический план и программа для народных университетов / Н. П. Лаверов академик АН СССР, Ю, Б. Осипов, доктор геолого-минералогических наук ; Комиссия пропаганды охраны окружающей среды и рационального природопользования. - Москва : Об-во "Знание" РСФСР, 1988. - 32 с.; 20 см.